# Bodo Müller
Bodo Müller (Żagań, 10 d'octubre de 1924 - Heidelberg, 23 d'octubre de 2013) fou un romanista i hispanista alemany.

## Vida i obra
Müller es va doctorar a la Universitat d'Erlangen el 1955 amb una tesi dirigida per Heinrich Kuen sobre morfologia verbal en occità (Die Herkunft der Endung -i in der 1. Pers. Sing. Präs. Ind. des provenzalischen Vollverbs). La tesi d'habilitació, també a Erlangen, fou sobre Góngora: Góngoras Metaphorik. Versuch einer Typologie (Wiesbaden 1963). De 1965 a 1992 fou catedràtic de Filologia Romànica a la Universitat de Heidelberg.
La seva tasca com a hispanista és sobretot notable pel projecte de Diccionario del español medieval, un diccionari que reuniria tot el lèxic de l'espanyol des del segle X fins al XV. El projecte va ser finançat per la Deutsche Forschungsgemeinschaft i l'Acadèmia de Ciències de Heidelberg. A la mort de Müller només se n'havien publicat dos volums (un total de 26 fascicles).
Müller també és conegut pel manual Das Französische der Gegenwart. Varietäten, Strukturen, Tendenzen (Heidelberg 1975); traduït al francès: Le français d'aujourd'hui (París 1985).

## Publicacions
- Diccionario del español medieval Heidelberg: Carl Winter Universitätsverlag, 1994- (1. A-Ademas; 2. Ademas-Albañal; 3. Albañal-Almohatac)